# Erythropitta habenichti
La Pita de Habenicht (Erythropitta habenichti ) es una especie de ave paseriforme de la familia Pittidae propia de Nueva Guinea, distribuyéndose por el norte de la isla, desde los montes de Weyland hasta la bahía Astrolabe.

## Descripción
Mide entre 15 y 17 cm y pesa entre 50 y 90 g. Existe un leve dimorfismo sexual, el macho presenta el iris de color chocolate, mientras la hembra lo presenta de un color marrón-oxido, mientras que el pico es negro en el macho y en la hembra es oscuro, pero con una base pálida.

## Taxonomía
Algunas autoridades taxonómicas lo consideran una subespecie de Erythropitta macklotii (o junto a ella, como conespecíficas con Erythropitta erythrogaster). Con E. macklotii se diferenciarían en que la nuca de E. habenichti es de un rojo más brillante o anaranjado, aunque algunos autores consideran que ambas especies no son distinguibles de forma confiable atendiendo solo a su apariencia o vocalizaciones.
No presenta subespecies.